# بينيلوب إيكيرت
بينيلوب إيكيرت (مواليد سنة 1942) (بالإنجليزية: Penelope Eckert)‏ أستاذة في اللسانيات بجامعة ستانفورد.
هي باحثة بارزة في علم اللغة الاجتماعي، ومؤلِّفة العديد من الأعمال العلمية في اللغة والجنس. شغلت منصب رئيس جمعية اللسانيات الأمريكية في عام 2018.